# Qobustan (Abşeron)
Qobustan jest wioską w gminie Pirəkəşkül-Qobustan w rejonie Abşeron w Azerbejdżanie.